# El Playón (Venezuela)
El Playón es una ciudad del Municipio Santa Rosalía, y capital del mismo, en el Estado Portuguesa, en Venezuela.

## Contexto geográfico
Limita al norte con los municipios Villa Bruzual, y Esteller, al oeste con esteller, al sur con Papelón y al este con Cojedes.

## Historia
Según historiadores, fue creado en su mayoría por extranjeros que vinieron allí huyendo de la Guerra de independencia. No obstante, su nombre de El Playón proviene a su tipo de tierra (arena tipo playa) esto se debe a que el río portuguesa de gran cause pasaba por ese lugar, todavía existen yacimientos de ese tipo de arena de playa y se pueden ver por la calle comercio entrando a barrio nuevo, exactamente por donde esta el tanque de agua que surte a la comunidad. La comunidad está compuesta mayormente por personas de clase obrera baja, y los extranjeros (italianos, alemanes, portugueses) agricultores de clase alta, normalmente los habitantes criollos son obreros de esos extranjeros, siendo ese municipio netamente agricultor y productor de diversos granos entre ellos: maíz, arroz, sorgo, girasoles, sésamo, y hasta fréjoles. El municipio se compone de una cantidad de profesionales significativa, no obstante la cifra de militares es la más elevada, la segunda más alta son los educadores, luego estarían los graduados en humanidades, médicos e ingenieros hasta un jugador de fútbol la cual milita en el Portuguesa FC, Bernardo Manzano.

## Política
A lo largo de su historia reciente, el Municipio Santa Rosalía ha tenido solo dos alcaldes electos por voto popular: Freddy Barrientos, quien gobernó durante 12 años, y Otoniel Meléndez, con una gestión de 10 años.
Actualmente esta bajo el mandato de la Alcaldesa Yaneth Solimar Lopez  con cuatro años

## Familias
Entre las familias más antiguas allí, están los Pérez, Albujas, Peraza, Pineda, Carmona, Figueroa, Piña, Gonzales, Vargas y Melendez.

## Economía
Destaca en él la gran producción de grano agricultura.
- Datos: Q3050199